# Diamonds (Megan Thee Stallion e Normani)
Diamonds è un singolo della rapper statunitense Megan Thee Stallion e della cantante statunitense Normani, pubblicato il 10 gennaio 2020 come primo estratto dalla colonna sonora del film Birds of Prey e la fantasmagorica rinascita di Harley Quinn.

## Descrizione
Il brano contiene un campionamento della canzone Diamonds Are a Girl's Best Friend, interpretata da Marilyn Monroe per il film Gli uomini preferiscono le bionde del 1953.

## Pubblicazione
La collaborazione è stata annunciata a dicembre 2019 e la copertina è stata svelata il giorno di pubblicazione.

## Accoglienza
Billboard ha definito Diamonds «una gemma di canzone». Time e XXL l'hanno inclusa tra le migliori canzoni pubblicate nella settimana.

## Video musicale
Il video musicale è stato reso disponibile il 10 gennaio 2020, in concomitanza con l'uscita del singolo.

## Tracce
Testi e musiche di Megan Pete, Santeri Kauppinen, Mike Arrow, Louis Bell, Madison Love, Tayla Parks, Edgar Machuca, Kameron Glasper, Normani Hamilton, Jule Styne e Leo Robin.
1. Diamonds – 3:19

## Formazione
Musicisti
- Megan Thee Stallion – voce
- Normani – voce

Produzione
- Louis Bell – produzione
- MD$ – produzione
- Jaime P. Velez – ingegneria del suono voce Normani
- Michele Mancini – mastering
- Manny Marroquin – missaggio

## Classifiche
| Classifica (2020) | Posizione massima |
| ----------------- | ----------------- |
| Lituania          | 95                |
| Stati Uniti       | 116               |